# Храболи (Більський повіт)
Храболи (пол. Chraboły) — село в Польщі, у гміні Більськ-Підляський Більського повіту Підляського воєводства. Населення — 110 осіб (2011).

## Історія
Вперше згадується у 1536 році. Спочатку село було заселене осочниками більського замку, які стерегли пущі поміж річками Орлянкою і Супраслею. У 1975—1998 роках село належало до Білостоцького воєводства.

## Демографія
Демографічна структура станом на 31 березня 2011 року:
|          | Загалом | Допрацездатний вік | Працездатний вік | Постпрацездатний вік |
| -------- | ------- | ------------------ | ---------------- | -------------------- |
| Чоловіки | 56      | 5                  | 33               | 18                   |
| Жінки    | 54      | 6                  | 29               | 19                   |
| Разом    | 110     | 11                 | 62               | 37                   |